# Lipsheim
Lipsheim är en kommun i departementet Bas-Rhin i regionen Grand Est (tidigare regionen Alsace) i nordöstra Frankrike. Kommunen ligger i kantonen Geispolsheim som tillhör arrondissementet Strasbourg-Campagne. År 2022 hade Lipsheim 2 692 invånare.

## Befolkningsutveckling
Antalet invånare i kommunen Lipsheim
| Referens: INSEE |